# Wioślarstwo na Letnich Igrzyskach Olimpijskich 1904 – dwójka podwójna mężczyzn
Dwójka podwójna mężczyzn była jedną z pięciu konkurencji wioślarskich rozgrywanych podczas III Letnich Igrzysk Olimpijskich w Saint Louis. Zawody odbyły się w dniu 30 lipca 1904 roku na jeziorku Creve Coeur w Maryland Heights.
Trasa liczyła, podobnie jak w innych konkurencjach, półtorej mili (około 2414,2 m). Zawodnicy pokonywali pół tego dystansu (około 1207,1 m), a po jego przekroczeniu wykonywali obrót i płynęli z powrotem.
Podobnie jak w innych konkurencjach, dwójka podwójna mężczyzn była słabo obsadzona, gdyż wystartowały tylko trzy amerykańskie osady. Zwyciężyli reprezentanci Atalanta Boat Club – John Mulcahy i William Varley.

## Wyniki
| Pozycja | Zawodnik                      | Czas                       |
| ------- | ----------------------------- | -------------------------- |
| 1.      | John Mulcahy; William Varley  | 10:03,2                    |
| 2.      | Joseph McLoughlin; John Hoben | dwie długości łódki straty |
| 3.      | Joseph Ravannack; John Wells  |                            |